# NGC 2030
NGC 2030 is een emissienevel in het sterrenbeeld Goudvis. Het hemelobject werd op 3 augustus 1826 ontdekt door de Britse astronoom John Herschel.